# Copa de Campeones Atlántico-Pacífico
La Copa de Campeones Atlántico-Pacífico o también llamada Copa Cruce de Los Andes fue un partido amistoso de pretemporada, disputado en la Ciudad de San Juan en Argentina el 16 de enero del 2016, entre Boca Juniors y Emelec.

## Equipos participantes
| Equipos      | Motivo de invitación por mérito en torneo oficial             | Motivo de invitación por mérito en torneo amistoso |
| Boca Juniors | Actual campeón de la Primera División de Argentina (2015)     | Último campeón de la Copa del Atlántico (1956)     |
| Emelec       | Actual tricampeón de la Serie A de Ecuador (2013, 2014, 2015) | Último campeón de la Copa del Pacífico (2010)      |

## El partido
Boca Juniors y Emelec utilizaron a sus jugadores titulares el primer tiempo que terminó empatado 0-0. En el segundo tiempo ambos equipos jugaron con gran cantidad de suplentes ya que realizaron muchos cambios y Boca Juniors ganó 3-0 con goles de Alexis Messidoro, Cristian Pavón y Federico Carrizo.
| 1     | POR   | Agustín Orion        | 46' |
| 29    | DEF   | Leonardo Jara        | 80' |
| 6     | DEF   | Fernando Tobio       | 46' |
| 2     | DEF   | Daniel Díaz          | 46' |
| 3     | DEF   | Jonathan Silva       | 53' |
| 20    | MED   | Andrés Cubas         | 53' |
| 8     | MED   | Pablo Pérez          | 53' |
| 17    | MED   | Marcelo Meli         | 46' |
| 14    | DEL   | Nicolás Lodeiro      | 53' |
| 34    | DEL   | Sebastián Palacios   | 46' |
| 10    | DEL   | Carlos Tévez         | 59' |
| D. T. | D. T. | Rodolfo Arruabarrena |     |

| 12    | POR   | Esteban Dreer    |     |
| 27    | DEF   | Diego Corozo     | 63' |
| 2     | DEF   | Jorge Guagua     | 58' |
| 45    | DEF   | Gabriel Achilier |     |
| 21    | DEF   | Byron Mina       |     |
| 10    | MED   | Fernando Gaibor  | 46' |
| 15    | MED   | Pedro Quiñónez   | 58' |
| 24    | MED   | Fernando Giménez | 63' |
| 8     | MED   | Marcos Mondaini  | 9'  |
| 13    | DEL   | Ángel Mena       |     |
| 9     | DEL   | Emanuel Herrera  | 73' |
| D. T. | D. T. | Omar De Felippe  |     |

| 31 | POR | Guillermo Sara       | 46' |
| 22 | DEF | Lisandro Magallán    | 46' |
| 13 | DEF | Alexis Rolín         | 46' |
| 15 | DEF | Leandro Marín        | 46' |
| 25 | DEL | Andrés Chávez        | 46' |
| 26 | DEF | Pedro Silva Torrejón | 53' |
| 28 | MED | Alexis Messidoro     | 53' |
| 35 | DEF | Nahuel Molina        | 53' |
| 11 | DEL | Federico Carrizo     | 53' |
| 7  | DEL | Cristian Pavón       | 59' |
| 36 | MED | Iván Leszczuk        | 80' |

| 40 | MED | Robert Burbano     | 9'  |
| 30 | MED | Osbaldo Lastra     | 46' |
| 7  | MED | Henry León         | 58' |
| 5  | DEF | José Luis Quiñónez | 58' |
| 17 | MED | Javier Charcopa    | 63' |
| 29 | MED | Bryan Alexis Ruiz  | 63' |
| 19 | DEL | Brayan Angulo      | 73' |

| 58' · 60' · 90' | Alexis Messidoro Cristian Pavón Federico Carrizo | 1:0 2:0 3:0 |

| Principal | Diego Abal |

| 1     | POR   | Agustín Orion        | 46' |
| 29    | DEF   | Leonardo Jara        | 80' |
| 6     | DEF   | Fernando Tobio       | 46' |
| 2     | DEF   | Daniel Díaz          | 46' |
| 3     | DEF   | Jonathan Silva       | 53' |
| 20    | MED   | Andrés Cubas         | 53' |
| 8     | MED   | Pablo Pérez          | 53' |
| 17    | MED   | Marcelo Meli         | 46' |
| 14    | DEL   | Nicolás Lodeiro      | 53' |
| 34    | DEL   | Sebastián Palacios   | 46' |
| 10    | DEL   | Carlos Tévez         | 59' |
| D. T. | D. T. | Rodolfo Arruabarrena |     |

| 12    | POR   | Esteban Dreer    |     |
| 27    | DEF   | Diego Corozo     | 63' |
| 2     | DEF   | Jorge Guagua     | 58' |
| 45    | DEF   | Gabriel Achilier |     |
| 21    | DEF   | Byron Mina       |     |
| 10    | MED   | Fernando Gaibor  | 46' |
| 15    | MED   | Pedro Quiñónez   | 58' |
| 24    | MED   | Fernando Giménez | 63' |
| 8     | MED   | Marcos Mondaini  | 9'  |
| 13    | DEL   | Ángel Mena       |     |
| 9     | DEL   | Emanuel Herrera  | 73' |
| D. T. | D. T. | Omar De Felippe  |     |

| 31 | POR | Guillermo Sara       | 46' |
| 22 | DEF | Lisandro Magallán    | 46' |
| 13 | DEF | Alexis Rolín         | 46' |
| 15 | DEF | Leandro Marín        | 46' |
| 25 | DEL | Andrés Chávez        | 46' |
| 26 | DEF | Pedro Silva Torrejón | 53' |
| 28 | MED | Alexis Messidoro     | 53' |
| 35 | DEF | Nahuel Molina        | 53' |
| 11 | DEL | Federico Carrizo     | 53' |
| 7  | DEL | Cristian Pavón       | 59' |
| 36 | MED | Iván Leszczuk        | 80' |

| 40 | MED | Robert Burbano     | 9'  |
| 30 | MED | Osbaldo Lastra     | 46' |
| 7  | MED | Henry León         | 58' |
| 5  | DEF | José Luis Quiñónez | 58' |
| 17 | MED | Javier Charcopa    | 63' |
| 29 | MED | Bryan Alexis Ruiz  | 63' |
| 19 | DEL | Brayan Angulo      | 73' |

| 58' · 60' · 90' | Alexis Messidoro Cristian Pavón Federico Carrizo | 1:0 2:0 3:0 |

| Principal | Diego Abal |

| 1     | POR   | Agustín Orion        | 46' |
| 29    | DEF   | Leonardo Jara        | 80' |
| 6     | DEF   | Fernando Tobio       | 46' |
| 2     | DEF   | Daniel Díaz          | 46' |
| 3     | DEF   | Jonathan Silva       | 53' |
| 20    | MED   | Andrés Cubas         | 53' |
| 8     | MED   | Pablo Pérez          | 53' |
| 17    | MED   | Marcelo Meli         | 46' |
| 14    | DEL   | Nicolás Lodeiro      | 53' |
| 34    | DEL   | Sebastián Palacios   | 46' |
| 10    | DEL   | Carlos Tévez         | 59' |
| D. T. | D. T. | Rodolfo Arruabarrena |     |

| 12    | POR   | Esteban Dreer    |     |
| 27    | DEF   | Diego Corozo     | 63' |
| 2     | DEF   | Jorge Guagua     | 58' |
| 45    | DEF   | Gabriel Achilier |     |
| 21    | DEF   | Byron Mina       |     |
| 10    | MED   | Fernando Gaibor  | 46' |
| 15    | MED   | Pedro Quiñónez   | 58' |
| 24    | MED   | Fernando Giménez | 63' |
| 8     | MED   | Marcos Mondaini  | 9'  |
| 13    | DEL   | Ángel Mena       |     |
| 9     | DEL   | Emanuel Herrera  | 73' |
| D. T. | D. T. | Omar De Felippe  |     |

| 31 | POR | Guillermo Sara       | 46' |
| 22 | DEF | Lisandro Magallán    | 46' |
| 13 | DEF | Alexis Rolín         | 46' |
| 15 | DEF | Leandro Marín        | 46' |
| 25 | DEL | Andrés Chávez        | 46' |
| 26 | DEF | Pedro Silva Torrejón | 53' |
| 28 | MED | Alexis Messidoro     | 53' |
| 35 | DEF | Nahuel Molina        | 53' |
| 11 | DEL | Federico Carrizo     | 53' |
| 7  | DEL | Cristian Pavón       | 59' |
| 36 | MED | Iván Leszczuk        | 80' |

| 40 | MED | Robert Burbano     | 9'  |
| 30 | MED | Osbaldo Lastra     | 46' |
| 7  | MED | Henry León         | 58' |
| 5  | DEF | José Luis Quiñónez | 58' |
| 17 | MED | Javier Charcopa    | 63' |
| 29 | MED | Bryan Alexis Ruiz  | 63' |
| 19 | DEL | Brayan Angulo      | 73' |

| 58' · 60' · 90' | Alexis Messidoro Cristian Pavón Federico Carrizo | 1:0 2:0 3:0 |

| Principal | Diego Abal |

| 1     | POR   | Agustín Orion        | 46' |
| 29    | DEF   | Leonardo Jara        | 80' |
| 6     | DEF   | Fernando Tobio       | 46' |
| 2     | DEF   | Daniel Díaz          | 46' |
| 3     | DEF   | Jonathan Silva       | 53' |
| 20    | MED   | Andrés Cubas         | 53' |
| 8     | MED   | Pablo Pérez          | 53' |
| 17    | MED   | Marcelo Meli         | 46' |
| 14    | DEL   | Nicolás Lodeiro      | 53' |
| 34    | DEL   | Sebastián Palacios   | 46' |
| 10    | DEL   | Carlos Tévez         | 59' |
| D. T. | D. T. | Rodolfo Arruabarrena |     |

| 12    | POR   | Esteban Dreer    |     |
| 27    | DEF   | Diego Corozo     | 63' |
| 2     | DEF   | Jorge Guagua     | 58' |
| 45    | DEF   | Gabriel Achilier |     |
| 21    | DEF   | Byron Mina       |     |
| 10    | MED   | Fernando Gaibor  | 46' |
| 15    | MED   | Pedro Quiñónez   | 58' |
| 24    | MED   | Fernando Giménez | 63' |
| 8     | MED   | Marcos Mondaini  | 9'  |
| 13    | DEL   | Ángel Mena       |     |
| 9     | DEL   | Emanuel Herrera  | 73' |
| D. T. | D. T. | Omar De Felippe  |     |

| 31 | POR | Guillermo Sara       | 46' |
| 22 | DEF | Lisandro Magallán    | 46' |
| 13 | DEF | Alexis Rolín         | 46' |
| 15 | DEF | Leandro Marín        | 46' |
| 25 | DEL | Andrés Chávez        | 46' |
| 26 | DEF | Pedro Silva Torrejón | 53' |
| 28 | MED | Alexis Messidoro     | 53' |
| 35 | DEF | Nahuel Molina        | 53' |
| 11 | DEL | Federico Carrizo     | 53' |
| 7  | DEL | Cristian Pavón       | 59' |
| 36 | MED | Iván Leszczuk        | 80' |

| 40 | MED | Robert Burbano     | 9'  |
| 30 | MED | Osbaldo Lastra     | 46' |
| 7  | MED | Henry León         | 58' |
| 5  | DEF | José Luis Quiñónez | 58' |
| 17 | MED | Javier Charcopa    | 63' |
| 29 | MED | Bryan Alexis Ruiz  | 63' |
| 19 | DEL | Brayan Angulo      | 73' |

| 58' · 60' · 90' | Alexis Messidoro Cristian Pavón Federico Carrizo | 1:0 2:0 3:0 |

| Principal | Diego Abal |